# Apostoli Szignatúra Legfelsőbb Bírósága
Az Apostoli Szignatúra Legfelsőbb Bírósága (latinul: Supremum Tribunal Signaturae Apostolicae) az Apostoli Szentszék legfelsőbb bírósága, a külső fórum ügyeinek legfőbb törvényszéke.

## Története
Az Apostoli Szignatúra Legfelsőbb Bírósága kialakulásának kezdeteit a 13. századra tehetjük, amikor is már bizonyíthatóan dolgoztak a pápai udvarban úgynevezett referensek (referendarii), akiknek a feladatuk az volt, hogy az ügyhallgató bíborosok és káptalanok (auditores) elé aláírásra (signatura) készítsék elő a peres és kegyelmi ügyek iratait.
Önálló hivatallá IV. Jenő pápa tette. A 15. század végén, VI. Sándor pápa alatt kezd szétválni a kegyelmi és a jogi, illetve közigazgatási részleg. A jogi részleg egyre nagyobb létszámot ért el, ezért VI. Sándor pápa két csoportot alkotott belőlük, az egyik a tanácsadó, a másik a szavazó régensek csoportja volt.
Miután a Kongregációk megalakultak, valamint a Rota Romana, illetve a Apostoli Kamara egyre nagyobb befolyásra tett szert szerepe egyre csökkent, majd később kizárólag a pénzügyi viták eldöntésére korlátozódott. A kegyelmi ügyek kérdését V. Piusz pápa el is vette az Apostoli Szignatúra Legfelsőbb Bíróságától, s ezekhez egy rövid életű kongregációt hozott létre.
A 20. század elejéig az Apostoli Szignatúra Legfelsőbb Bírósága bár létezett, de jelentősége nem volt. X. Piusz pápa Sapienti consilio című 1909-ben kelt konstitúciójával újraszervezi, a bíborosok számát 5 főben és egy bíboros prefektusban korlátozza. Az 1917-es Egyházi Törvénykönyv 1602-es kánonja a bíborosok számának korlátozását eltörölte. Mindezek előtt 1915-ben XV. Benedek pápa újra megszervezte a szavazó és tanácsadó referensek csoportjait. VI. Pál pápa rögzítette a jelenlegi feladatait, és azóta az Apostoli Szignatúra Legfelsőbb Bírósága rendszere, kisebb változtatásokkal működik a Római katolikus egyházon belül.

## Jogköre
Feladatköre az Egyházi Törvénykönyv szerint peres ügyek eldöntésére, közigazgatási bíráskodásra és a bíróságokkal kapcsolatos igazgatási teendők ellátására terjed ki.
Az Apostoli Szignatúra Legfelsőbb Bírósága ítélkezik:
- mindazon ügyek felett, amelyekkel kapcsolatosan a Rota Romana ítéletet hozott, s az ellen semmisségi panaszt tettek[1]
- olyan a személyek állapotáról szóló perekben, melyekben a fellebbezés tárgyalását a Rota Romana megtagadta (Például: ha egy papot büntetésből laikus státuszba helyeznek, s ez ellen fellebbez, de annak tárgyalását megtagadja a Rota)[2]
- a Rota Romana bírái elleni perekben (érdekeltségük, egyéb ügyeik)[3]
- olyan egyházmegyei bíróságok vitáiban, melyek közös fellebbviteli bírósággal rendelkeznek[4]
- az Apostoli Szentszékhez felterjesztett közigazgatási vitákban[5][6]

Az Apostoli Szignatúra Legfelsőbb Bírósága feladata még:
- felügyelni a bíróságok rendjét, fegyelmezési jogkört gyakorol az ügyvédek és képviselők felett
- kiterjeszteni a bíróságok illetékességét
- közös egyházmegyei bíróságok létrehozása és felügyelete

## Vezetése
| Fénykép | Név, beosztás                                        | Országa                         | Kinevezés dátuma    |
| ------- | ---------------------------------------------------- | ------------------------------- | ------------------- |
|         | Dominique François Joseph Mamberti bíboros prefektus | Marokkó, akkori francia gyarmat | 2014. november 8.   |
|         | Giuseppe Sciacca püspök segédtitkár                  | Olaszország                     | 2016. szeptember 1. |

## Korábbi prefektusok
- Giovanni Angelo de' Medici (1555. május 30. - 1557. szeptember)
- Antonio Trivulzio (1557. október 16. - 1559. június 25.)
- Ludovico Simonetta (1563. június 8. - 1568. április 30.)
- Gianantonio Capizucchi (1568. december 1. - 1569. január 28.)
- Alessandro Riario (1581. május - 1585. július 18.)
- Maffeo Barberini (1610. január 8. - 1623.)
- Scipione Caffarelli-Borghese (1618. február 16. - n.a.)
- Antonio Barberini O.S.Io.Hieros. (1628. március 18. - 1632. november 22.)
- Giulio Cesare Sacchetti (1640. június 22. - n.a.)
- Benedetto Odescalchi (1647. január 22. - 1650. április 4.)
- Flavio Chigi (1661. július 28. - 1661. november 29.)
- Fabrizio Spada (1700. december 4. - 1716.)
- Neri Maria Corsini (1733. március 2. - 1770. december 6.)
- Leonardo Antonelli (1795. február 27. - 1800. november 8.)
- Antonio Dugnani (1817. március 16. - 1818. október 19.)
- Giovanni Battista Quarantotti (1820. május 10. - 1820. szeptember 15.)
- Giuseppe Maria Spina (1825. január 15. - 1828. november 13.)
- Giovanni Francesco Falzacappa (1829. január 7. - 1840. november 18.)
- Antonio Pallotta (1833. - 1834. július 19.)
- Luigi Bottiglia Savoulx (1834. november 27. - 1836. szeptember 14.)
- Antonio Domenico Gamberini (1840. december 22. - 1841. április 25.)
- Vincenzo Macchi (1841. szeptember 15. - 1844. április 25.)
- Mario Mattei (1854. július 4. - 1858. február 3.)
- Camillo Di Pietro (1863. augusztus 29. - 1867.)
- Carlo Sacconi (1867. december 20. - 1877. június 2.)
- Carlo Luigi Morichini (1878. július 15. - 1879. április 26.)
- Luigi Seraffini (1884. május 13. - 1885. július 31.)
- Isidoro Verga (1885. július 31. - 1888. november 12.)
- Vincenzo Vannutelli (1908. október 20. - 1915. december 6.)
- Michele Lega (1914. december 15. - 1920. március 20.)
- Agostino Silj (1920. március 20. - 1926. február 27.)
- Francesco Ragonesi (1926. március 9. - 1931. szeptember 14.)
- Bonaventura Cerretti (1931. október 12. - 1933. május 8.)
- Enrico Gasparri (1933. május 18. - 1946. május 20.)
- Massimo Massimi (1946. május 29. - 1954. március 6.)
- Giuseppe Bruno (1954. március 20. - 1954. november 10.)
- Gaetano Cicognani (1954. november 18. - 1959. november 14.)
- Francesco Roberti (1959. november 14. - 1969. március 24.)
- Dino Staffa (167. április 7. - 1977. augusztus 7.)
- Pericle Felici (1977. augusztus 15. - 1982. március 22.)
- Aurelio Sabattani (1982. május 17. - 1988. július 1.)
- Achille Silvestrini (1988. július 1. - 1991. május 24.)
- Gilberto Agustoni (1992. április 2. - 1998. október 5.)
- Zenon Grocholewski (1998. október 5. - 1999. november 15.)
- Mario Francesco Pompedda (1999. november 16. - 2004. május 27.)
- Agostino Vallini (2004. május 27. - 2008. június 27.)
- Raymond Leo Burke (2008. június 27. - 2014. november 8.)